# Tintoura
Tintoura, également orthographié Timtoura, est une localité située dans le département de Kampti de la province du Poni dans la région Sud-Ouest au Burkina Faso.

## Géographie
Tintoura est situé à environ 18 km au sud-est du centre de Kampti, le chef-lieu du département, et à 5 km au nord de Passéna.

## Santé et éducation
Le centre de soins le plus proche de Tintoura est le centre de santé et de promotion sociale (CSPS) de Passéna tandis que le centre médical est à Kampti et que le centre hospitalier régional (CHR) de la province se trouve à Gaoua.